# Per amore di Poppea
Per amore di Poppea è un film italiano del 1977 diretto da Mariano Laurenti.

## Trama
Alla vigilia di parate in Roma la centuria di Vinicio si trova a contare pochi e scalcinati pretoriani. Tizio e Caio, due contadinotti reclutati a viva forza, si travestono da donne e finiscono in un mercato di schiave ove vengono prelevati per pochi sesterzi da Tigellino che opera per conto di Poppea. Brutte e sgraziate le presunte Tizia e Caia sono assunte con piacere dalla Divina che in tal modo intende punire le scappatelle ancillari di Nerone. Nel frattempo, caduti nel bel mezzo degli intrighi di palazzo orditi da Seneca, Lucano e Pisone, Tizio e Caio rivelano la propria natura mascolina e si schierano dalla parte di Poppea, giungendo anche a fungere da Pretoriani. 